# Tour de la Nonne
La tour de la Nonne (en estonien : Nunnatorn) est une tour des remparts de Tallinn en Estonie,.

## Présentation
La tour est située au nord de Toompea du côté de la mer, à l'intersection des rues Suur-Kloostri tänav et Väike-Kloostri tänav.
La tour de la Nonne et la tour derrière les Moines doivent leur nom au couvent Saint-Michel de Tallinn (et) de l'ordre cistercien, situé au nord de la tour.
Des fortifications sur les terrains du monastère ont été érigées en 1310 sur ordre du gouverneur danois Johannes Canne.
Initialement, la tour de la Nonne était en porte-à-faux reposant sur un corbeau.
Au milieu du XVe siècle, la tour a été entièrement reconstruite en un bâtiment de trois étages, la salle inférieure de la tour servait d'entrepôt, les soldats étaient situés au deuxième étage et les armes de jet étaient situées au troisième. La tour possédait une cheminée et une latrine à console. Au début du XVIe siècle, la tour est recouverte d'un toit et acquiert son aspect moderne.
Les travaux de restauration des remparts de Tallinn ont commencé dans les années 1960.
Puis furent restaurées Kiek in de Kök, la tour au pied d'or et la tour de la Nonne.

## Galerie

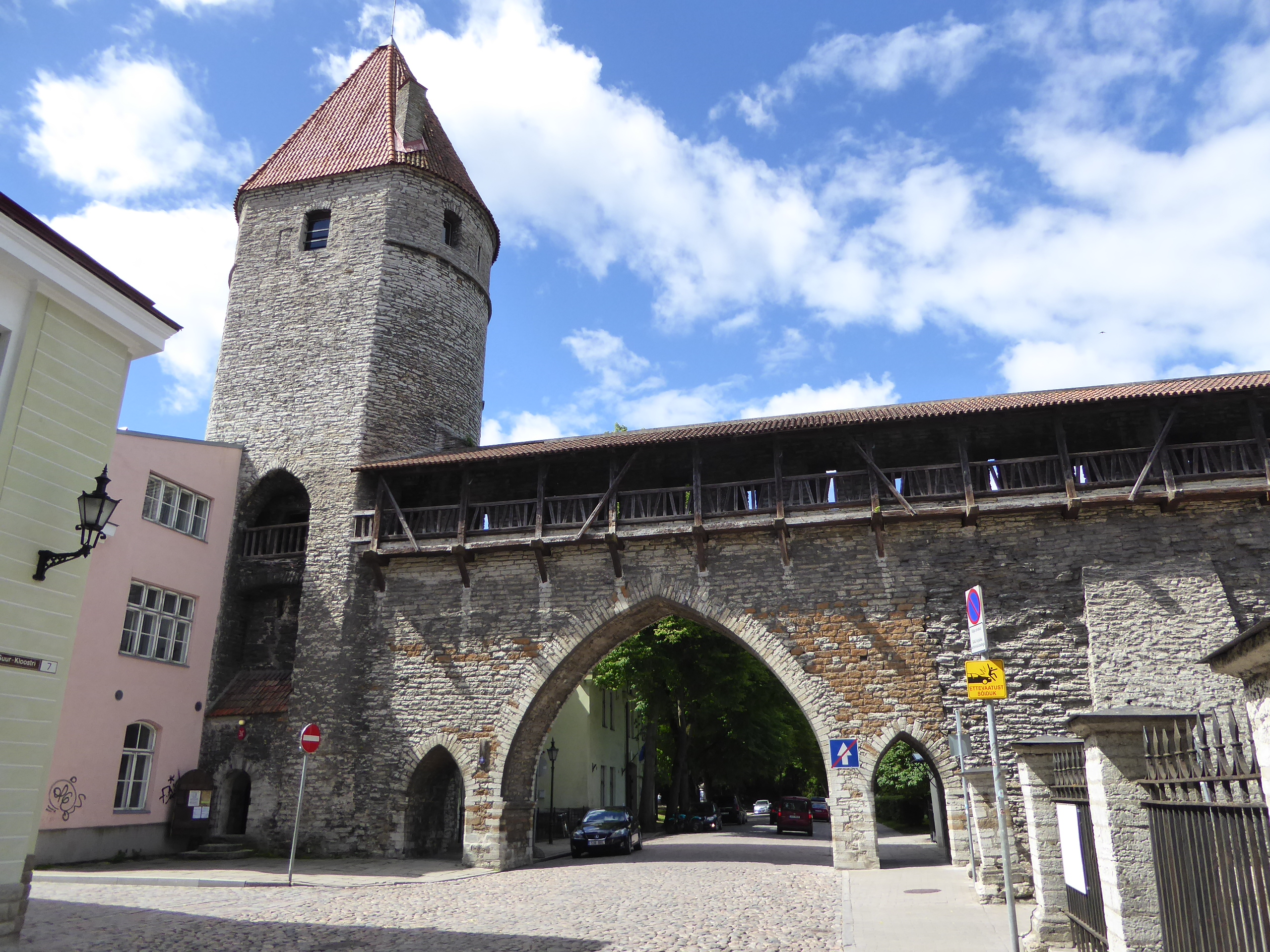
Tour de la Nonne et porte du monastère.
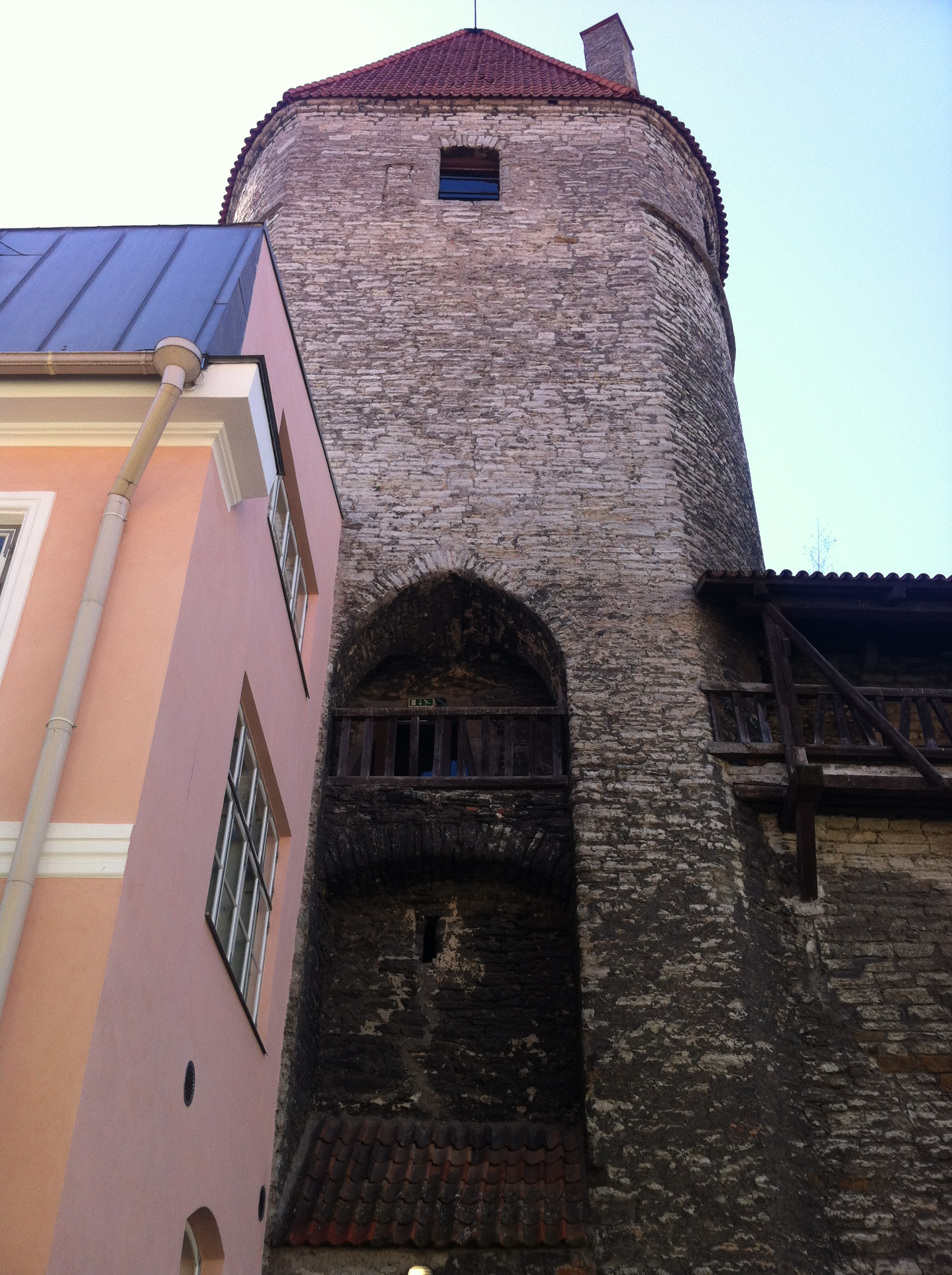
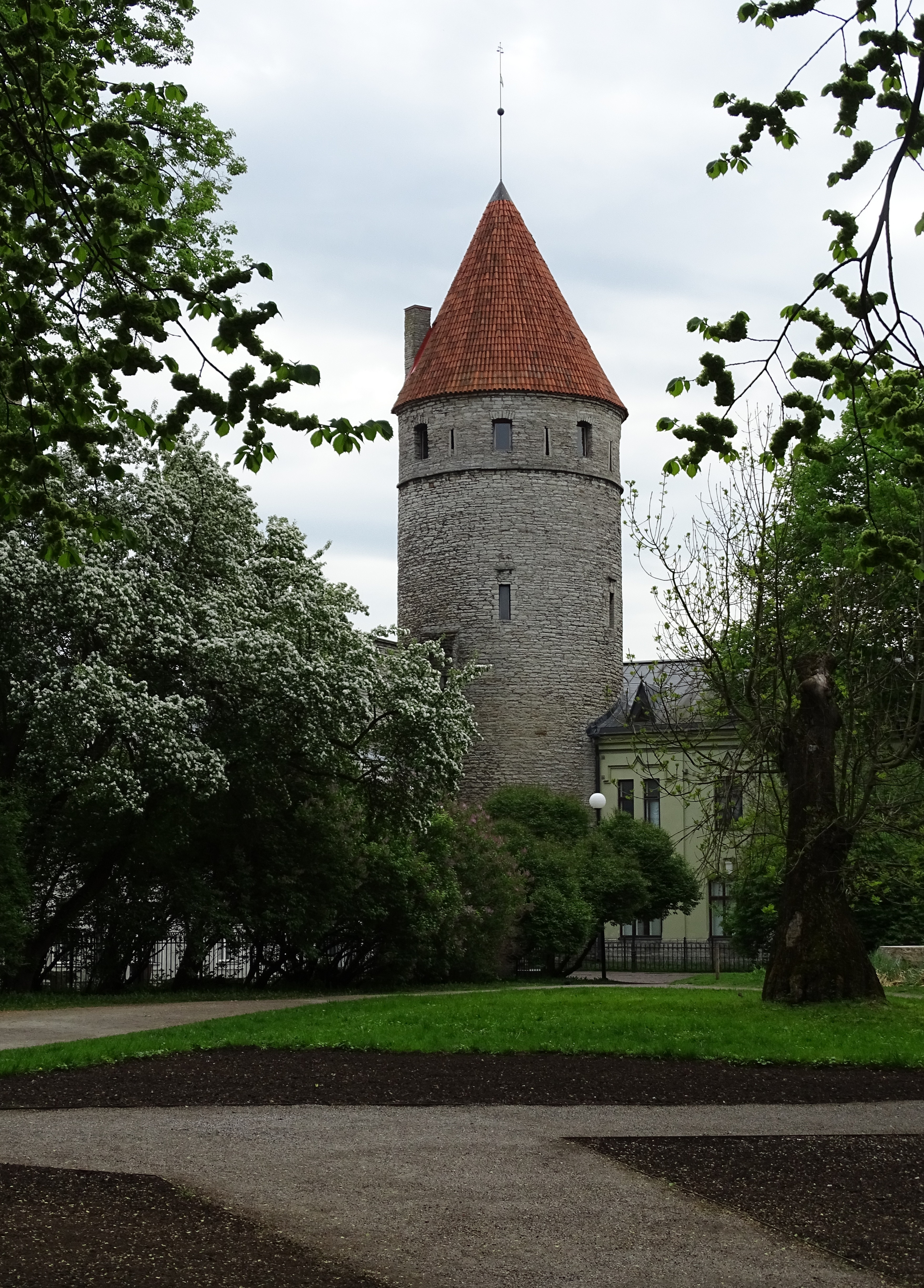
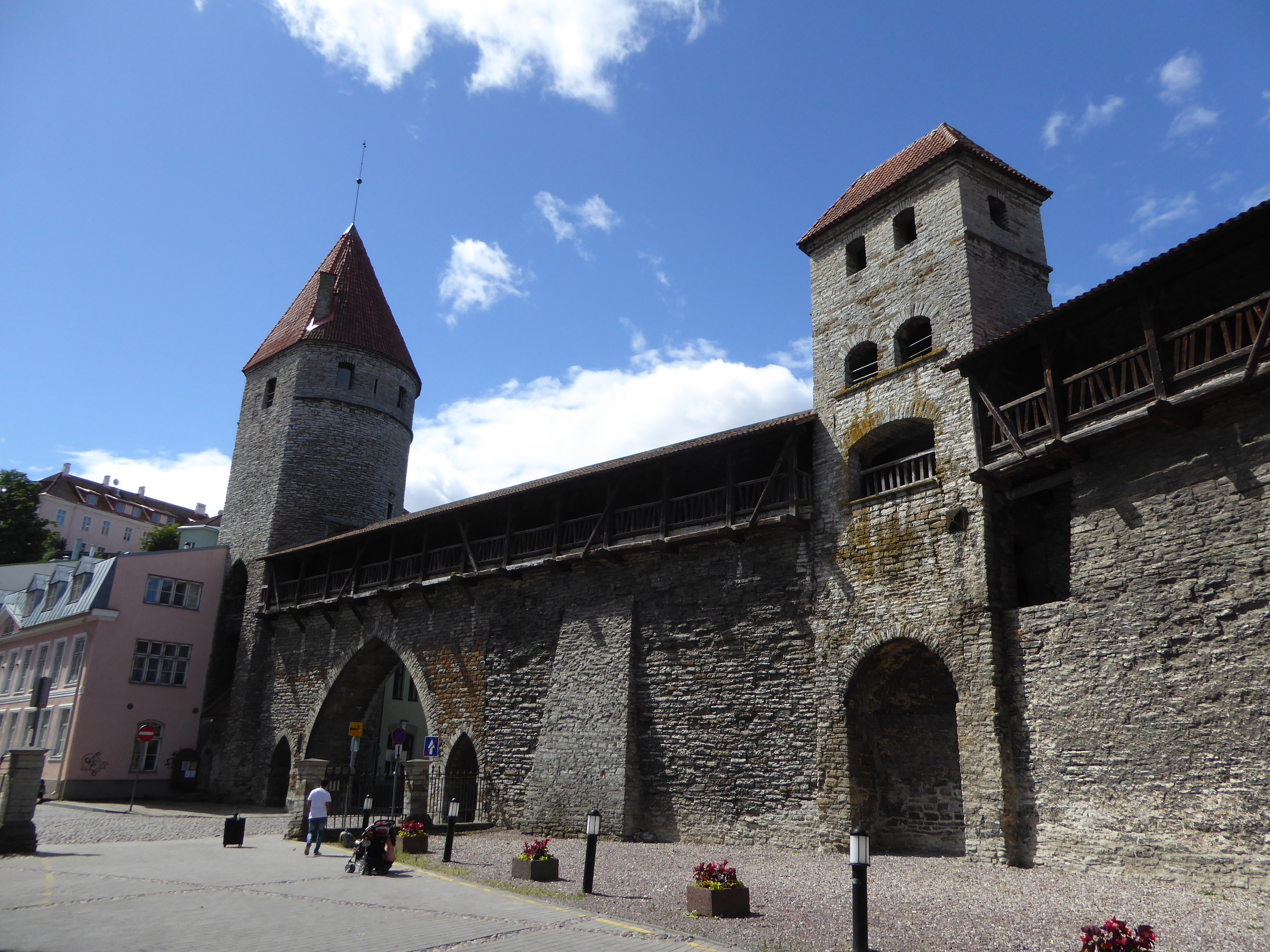
Tour de la Nonne et tour du sauna.